# Мідна промисловість Китаю
Мідна промисловість Китаю
Мідна промисловість К. склалася після 1949.
Наприкінці XX ст. розробки велися на багатьох десятках родовищ. Наймасштабніші – на родов. Десін (пров. Цзянсі і Аньхой), групі родов. Дає (пров. Хубей), Тунлін (пров. Аньхой), Дунчуань та Іминь (пров. Юньнань), Баїнчан (пров. Ганьсу) та інш.
Значна частка руди добувається на невеликих кар'єрах і шахтах, більшість з яких дає бл. 200 тис. т збагаченої руди на рік. Осн. системи розробки на шахтах – з магазинуванням руди і підповерховим обваленням. Крім того, застосовуються системи горизонтальних шарів із закладенням, камерно-стовпова, стеле-уступна з розпірним кріпленням і системи під-поверхових штреків. Глибина шахт в кінці XX ст. – до 500-600 м. При відкритій розробці макс. глибини кар'єрів бл. 180 м. Коеф. розкриття 1,5-2. Два найбільших кар'єра входять до складу рудника «Баїнчан». Система розробки транспортна. Відбійка руди – буропідривним способом. Основне гірничотранспортне обладнання – екскаватори і автосамоскиди. Руда збагачується, концентрат містить 23-25% Cu. Освоюються поклади мідно-нікелевих руд в пров. Сичуань, мідних руд в пров. Юньнань, в Зах. і Центр. Китаї.
Виробництво мідного концентрату у 1999 р. склало 500 тис. т, а його імпорт – 375 тис. т. (за інш. даними – 1,24 млн т), імпорт мідного брухту – 1,69 млн т. Виробництво міді склало 1,2 млн т. У 2000 р. китайські виробники концентрату мідної руди задовольняли бл. 50% потреб країни. У 2000 р Китай імпортував 1,8 млн т мідного концентрату, г.ч. з Австралії, Чилі і Монголії.
У 2000 р загальне споживання міді на китайському ринку склало близько 1,87 млн т, місцеве виробництво 1,32 млн т, імпорт 665 тис. т, експорт 110 тис. т споживання міді в Китаї становило 1,65 млн т. У 2000 р. 59% мідної промисловості К. контролювала державна компанія “China Copper Lead Zink Corp”.
Планується будівництво дек. нових міднорудних комбінатів. За даними International Copper Study Group (ICSG) в Китаї в найближчі роки стануть до ладу мідні рудники Хамі, Сайшітан, Сіньхуашань, Юйлун, а також мідеплавильні і рафінувальні заводи Фанченган і Хоума. Продуктивність нового мідноливарного з-ду – 600 тис. т/рік концентрату, він буде працювати за технологією фірми MIM Process Technology.
За оцінкою Геологічної служби США в 2000 р. (в дужках дані за 1999 р.) в Китаї видобуто 510(500) тис. т Cu в руді (8-е місце після Чилі, США, Індонезії, Австралії, Канади, Перу, Росії), у світі – 13,082(12,6) млн т.